# Macromia celaeno
Macromia celaeno là loài chuồn chuồn trong họ Macromiidae. Loài này được Lieftinck mô tả khoa học đầu tiên năm 1955.